# Dianna
Dianna fou una població fortificada a prop del riu Gàmbia, avui en territori del Senegal.
Després del primer aixecament de Mahmadou Lamine es va refugiar en aquesta tata a la regió de Diakha. Estava ben fortificada i des d'aquesta base Lamine assolava diverses regions entre Gàmbia i el riu Bafing i el novembre va començar a estendre les seves operacions al nord per reunir-se amb el seu fill Soybou seguint el riu Falémé. El 12 de desembre de 1886 dues columnes van començar a avançar cap a Dianna, la primera per Sénoudébou i la segona pel Bambuk (Bambouk). A Sénoudébou, Joseph Gallieni va deixar una secció amb el sotstinent Maubert per assegurar el reavituallament i va afegir a les seves forces 200 guerrers bondoukes; va seguir per Koussan, Pounégui, Kaparta i el 22 de desembre va arribar al marigot de Soutouta, on va enfrontar a un centenar d'enemics que foren dispersats. Mentre la segona columna va creuar el Falémé al gué de Sansandig i va avançar també cap a Dianna; Mahmadou-Lamine no sabia res de la primera columna però si d'aquesta darrera; va enviar forces cap a Saroundian, a un dia de marxa de Dianna, però els francesos els van dispersar amb un parell de canonades i les dues columnes es van unir a Saroundian el 24 de desembre a la nit; el 25 de desembre van arribar a Dianna que havia estat evacuada. Els habitants de la zona havien estat reclutats per la força i a l'arribada dels francesos van abandonar al marabut i es van refugiar a la selva; el profeta va fugir al sud amb els seus fidels. Dianna i la seva tata foren incendiats. El capità Robert fou enviat a perseguir a Mahmadou-Lamine; la seva rereguarda fou atrapada a Safalou i derrotada; llavors Robert va creuar Nieri-Ko (afluent per la dreta del riu Gàmbia) i va trobar a Kagnibé als talibes del marabut als que igualment va derrotar. Mahmadou Lamine però va poder fugir i es va refugiar a la vora del riu Gàmbia.